# Yumiko Igarashi
Yumiko Igarashi (いがらし ゆみこ, Igarashi Yumiko, Asahikawa, geboren op 26 augustus 1950) is een Japans mangaka. Vandaag woont ze in Sapporo.

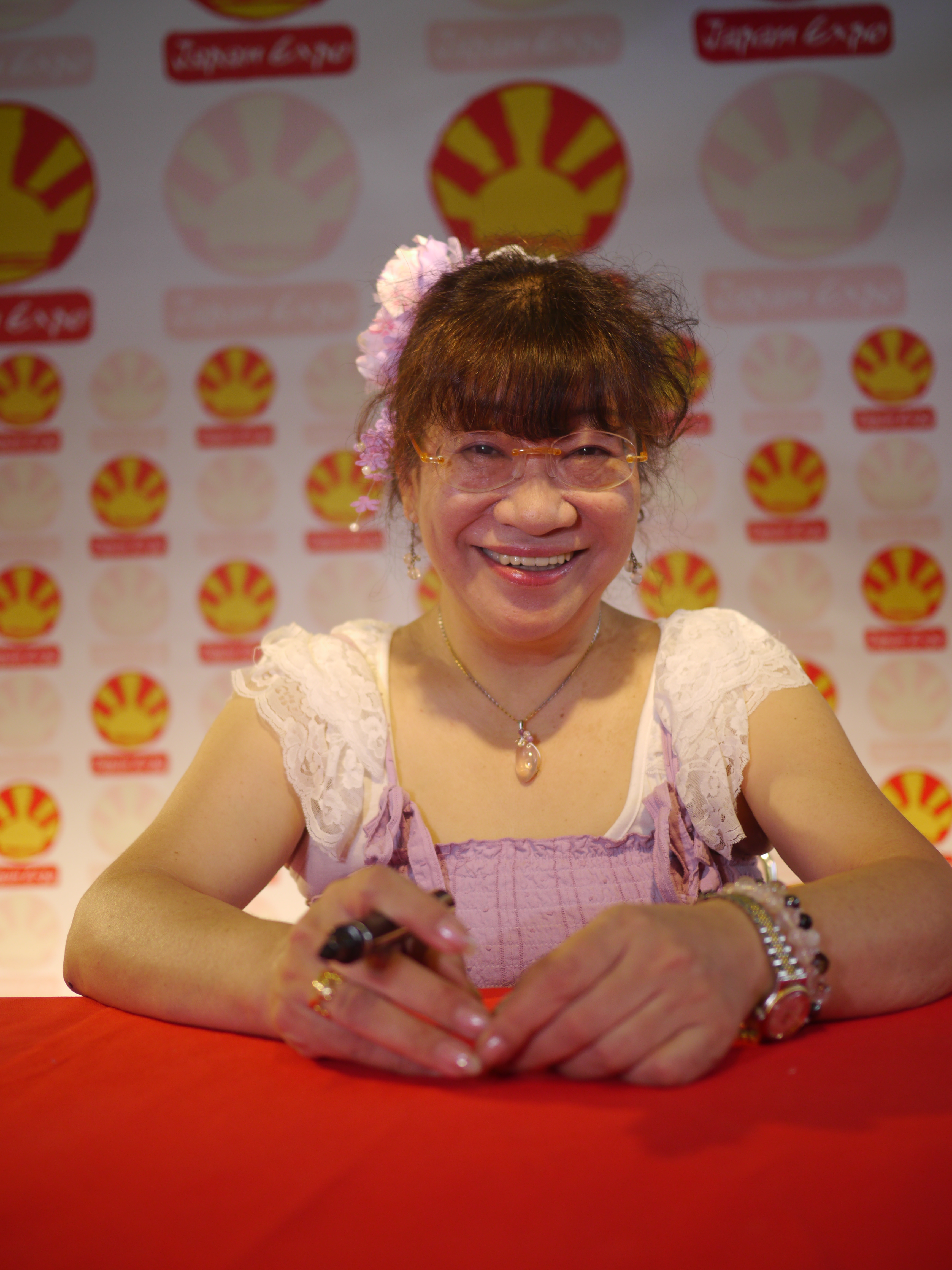
Yumiko Igarashi op Japan Expo 2011 in Frankrijk.

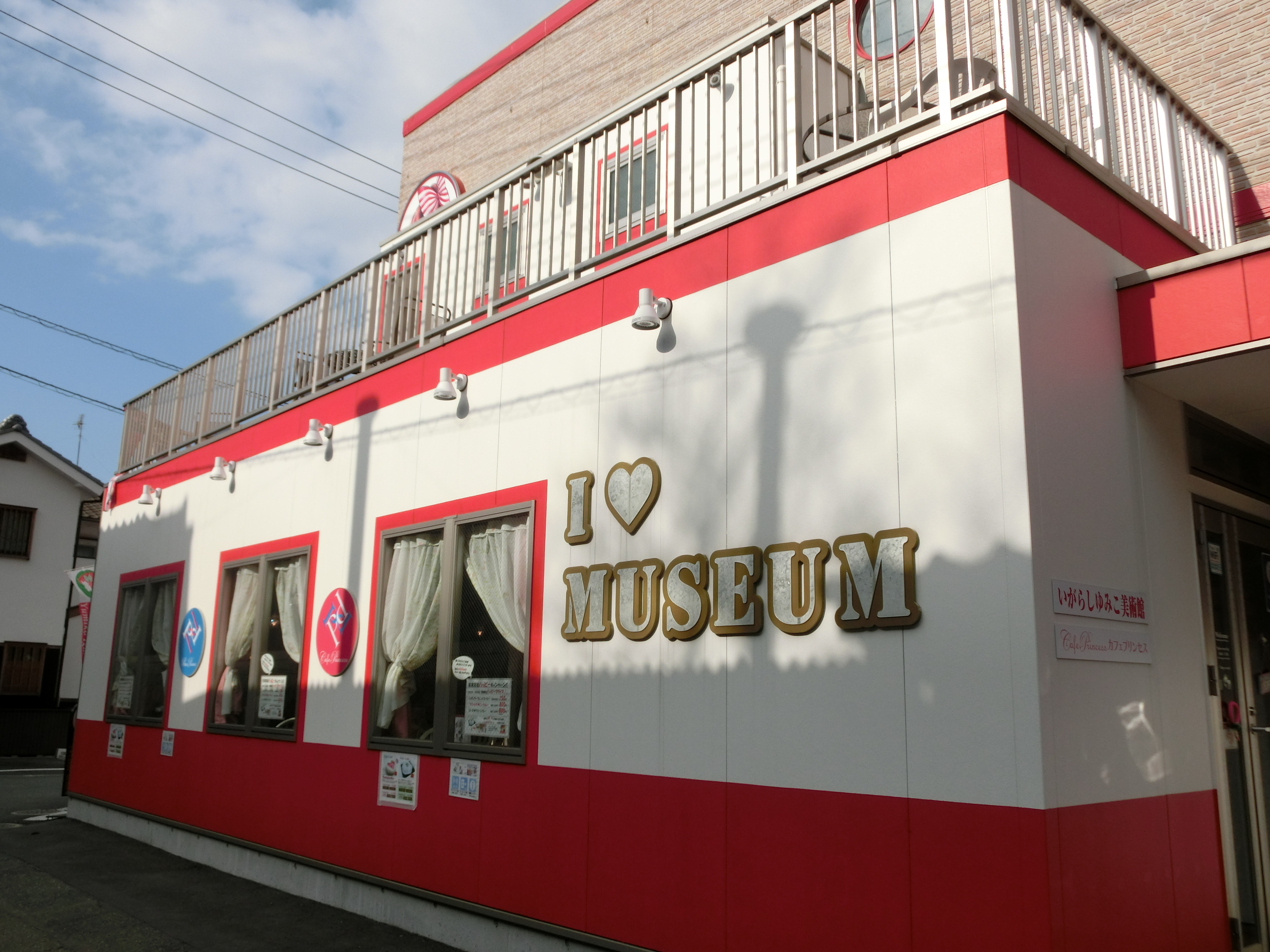
Yumiko Igarashi Museum

In 1968 maakte ze als scholier aan de Asahi Gaoka Middelbare School te Sapporo haar debuut in Shueisha's Ribon magazine. Dit was met haar manga Shiroi Same no iru Shima. In 1977 won ze de eerste prijs in de Kodansha Manga Prijs vanwege haar tekenwerk voor de reeks Candy Candy.
In de late jaren 1990 maakte Igarashi deel uit van een legale strijd over haar auteursrechten als illustrator. Igarashi was van mening dat zij als tekenaar de auteursrechten bezat over de afbeeldingen van personages en dat zij daarom geen toestemming nodig had van de auteurs waarmee zij samenwerkte om producten te verkopen op basis van deze personages. In een rechtszaak over de rechten van de reeks Candy Candy in 1999 oordeelde de rechter dat zowel zij als Kyoko Mizuki, de schrijver van de reeks, de rechten bezaten. Igarashi moest Mizuki 3% royalty's betalen op alle producten die zonder haar toestemming geproduceerd waren. Dit legale dispuut legde de productie van een Candy Candy anime en bijhorende producten stil tot in 2004.
In Kurashiki is een Yumiko Igarashi Museum.

## Oeuvre
- 1968: Shiroi Same no iru Shima (debuut)
- 1975: Candy Candy (verhaal van Kyoko Mizuki)
- 1979: Mayme Angel (verhaal en tekeningen van Yumiko Igarashi)
- 1982: Koronde Pokkle (verhaal en tekeningen van Yumiko Igarashi)
- 1982: Georgie! (verhaal van Mann Izawa)
- 1986: The Sword of Paros (verhaal van Kaoru Kurimoto)
- 1993 - 1994: Muka Muka Paradise (verhaal van Fumiko Shiba)
- 2011 - 2014: Josephine the French Rose (verhaal van Kaoru Ochiai)